# Ричмонд (Британська Колумбія)

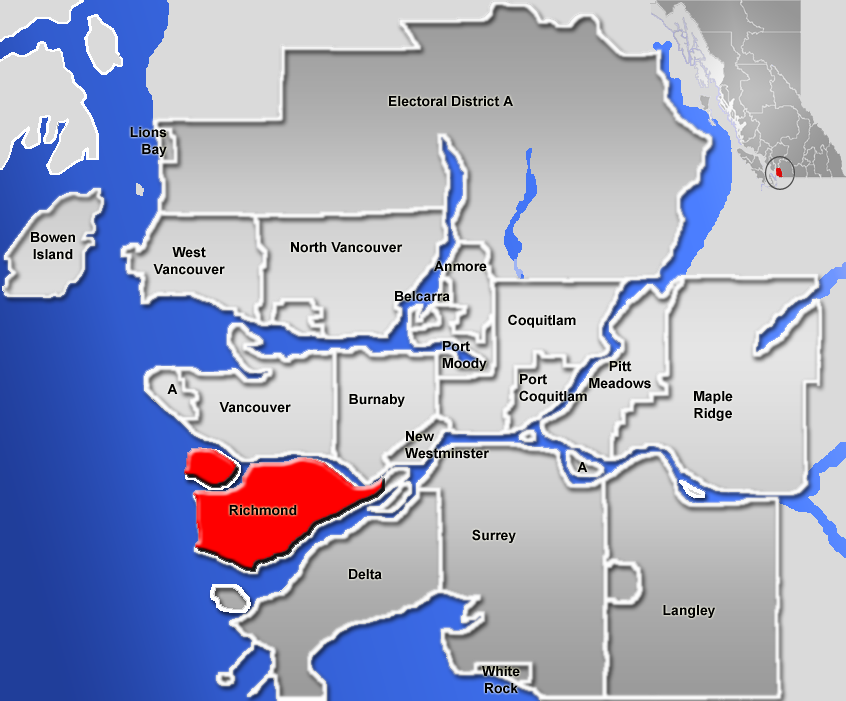
Ричмонд на карті Британської Колумбії

 Ричмонд  (англ. Richmond) — місто з площею 129,27 км² в провінції Британській Колумбії Канади, що входить до агломерації Ванкувера.
Місто налічує 190 473 мешканців (2011 р.), густота населення складає 1 473,5 ос./км².